# Marcelo Melo
Marcelo Pinheiro Davi de Melo (phát âm tiếng Bồ Đào Nha: [maʁˈsɛlu ˈmɛlu]; sinh ngày 23 tháng 9 năm 1983) là một vận động viên quần vợt người Brasil. Anh là em trai của Daniel Melo và sinh ra ở Belo Horizonte, Brasil. Anh có chiều cao 2.03 m (6 ft. 8 in.).
Sở trường ở nội dung đôi, anh đã có thứ hạng đánh đôi cao nhất là vị trí số 1 trên thế giới, khi anh làm được vào Tháng 11 năm 2015, thứ hạng cao nhất của một vận động viên đôi quần vợt người Brasil. Anh là vận động viên quần vợt nam người Brasil đầu tiên đã có được danh hiệu Pháp Mở rộng (năm 2015, đánh cặp với tay vợt người Croatia Ivan Dodig) và danh hiệu Wimbledon (năm 2017, đánh cặp với tay vợt người Ba Lan Łukasz Kubot).
Đánh cặp với tay vợt đồng hương André Sá, anh đã vào vòng bán kết Wimbledon năm 2007 và vòng tứ kết tại Giải quần vợt Mỹ Mở rộng 2007. Năm 2009, anh đã vào được vòng chung kết đôi nam nữ tại Giải quần vợt Pháp Mở rộng 2009 với tay vợt người Hoa Kỳ Vania King, trở thành tay vợt Brasil thứ 7 vào chung kết một giải Grand Slam và đầu tiên sau Gustavo Kuerten. Melo đã giành được 8 danh hiệu Masters 1000 và đã vào vòng chung kết đôi tại ATP World Tour Finals. Anh cũng đã vào được vòng bán kết của cả bốn giải Grand Slam, trong đó đã vô địch Pháp Mở rộng và Wimbledon.

## Các trận chung kết quan trọng

### Chung kết Grand Slam

#### Đôi: 3 (2-1)
| Kết quả | Năm  | Giải đấu     | Mặt sân | Đồng đội     | Đối thủ                  | Tỉ số                          |
| ------- | ---- | ------------ | ------- | ------------ | ------------------------ | ------------------------------ |
| Á quân  | 2013 | Wimbledon    | Cỏ      | Ivan Dodig   | Bob Bryan Mike Bryan     | 6–3, 3–6, 4–6, 4–6             |
| Vô địch | 2015 | Pháp Mở rộng | Đất nện | Ivan Dodig   | Bob Bryan Mike Bryan     | 6–7(5–7), 7–6(7–5), 7–5        |
| Vô địch | 2017 | Wimbledon    | Cỏ      | Łukasz Kubot | Oliver Marach Mate Pavić | 5–7, 7–5, 7–6(7–2), 3–6, 13–11 |

#### Đôi nam nữ: 1 (0-1)
| Kết quả | Năm  | Giải đấu     | Mặt sân | Đồng đội   | Đối thủ trong trận chung kết | Tỉ số trong trận chung kết |
| ------- | ---- | ------------ | ------- | ---------- | ---------------------------- | -------------------------- |
| Á quân  | 2009 | Pháp Mở rộng | Đất nện | Vania King | Bob Bryan Liezel Huber       | 7–5, 6–7(5–7), [7–10]      |

### Giải đấu cuối năm

#### Đôi: 2 (2 á quân)
| Kết quả | Năm  | Giải đấu             | Mặt sân  | Đồng đội     | Đối thủ                   | Tỉ số                 |
| ------- | ---- | -------------------- | -------- | ------------ | ------------------------- | --------------------- |
| Á quân  | 2014 | ATP Finals, Luân Đôn | Cứng (i) | Ivan Dodig   | Bob Bryan Mike Bryan      | 7–6(7–5), 2–6, [7–10] |
| Á quân  | 2017 | ATP Finals, Luân Đôn | Cứng (i) | Łukasz Kubot | Henri Kontinen John Peers | 4–6, 2–6              |

### Chung kết Masters 1000

#### Đôi: 12 (8-4)
| Kết quả   | Năm  | Giải đấu     | Mặt sân  | Đồng đội      | Đối thủ                              | Tỉ số                      |
| --------- | ---- | ------------ | -------- | ------------- | ------------------------------------ | -------------------------- |
| Vô địch   | 2013 | Thượng Hải   | Cứng     | Ivan Dodig    | David Marrero Fernando Verdasco      | 7–6(7–2), 6–7(6–8), [10–2] |
| Á quân    | 2014 | Monte Carlo  | Đất nện  | Ivan Dodig    | Bob Bryan Mike Bryan                 | 3–6, 6–3, [8–10]           |
| Á quân    | 2014 | Canada       | Cứng     | Ivan Dodig    | Alexander Peya Bruno Soares          | 4–6, 3–6                   |
| Winner    | 2015 | Shanghai (2) | Hard     | Raven Klaasen | Simone Bolelli Fabio Fognini         | 6–3, 6–3                   |
| Winner    | 2015 | Paris        | Hard     | Ivan Dodig    | Vasek Pospisil Jack Sock             | 2–6, 6–3, [10–5]           |
| Winner    | 2016 | Canada       | Hard     | Ivan Dodig    | Jamie Murray Bruno Soares            | 6–4, 6–4                   |
| Winner    | 2016 | Cincinnati   | Hard     | Ivan Dodig    | Jean-Julien Rojer Horia Tecău        | 7–6(7–5), 6–7(5–7), [10–5] |
| Runner-up | 2017 | Indian Wells | Hard     | Łukasz Kubot  | Raven Klaasen Rajeev Ram             | 7–6(7–1), 4–6, [8–10]      |
| Winner    | 2017 | Miami        | Hard     | Łukasz Kubot  | Nicholas Monroe Jack Sock            | 7–5, 6–3                   |
| Winner    | 2017 | Madrid       | Clay     | Łukasz Kubot  | Nicolas Mahut Édouard Roger-Vasselin | 7–5, 6–3                   |
| Runner-up | 2017 | Shanghai     | Hard     | Łukasz Kubot  | Henri Kontinen John Peers            | 4–6, 2–6                   |
| Winner    | 2017 | Paris (2)    | Cứng (i) | Łukasz Kubot  | Ivan Dodig Marcel Granollers         | 7–6(7–3), 3–6, [10–6]      |

## Chung kết sự nghiệp ATP

### Đôi: 53 (30 danh hiệu,23 á quân)
| Chú thích                         |
| --------------------------------- |
| Giải Grand Slam (2–1)             |
| ATP World Tour Finals (0–2)       |
| ATP World Tour Masters 1000 (8–4) |
| ATP World Tour 500 Series (5–7)   |
| ATP World Tour 250 Series (14–9)  |

| Danh hiệu theo mặt sân |
| ---------------------- |
| Cứng (17–14)           |
| Đất nện (9–5)          |
| Cỏ (2–4)               |

| Danh hiệu theo lắp đặt |
| ---------------------- |
| Ngoài trời (23–17)     |
| Trong nhà (6–6)        |

| Kết quả | T-B   | Ngày             | Giải đấu                                                 | Thể loại      | Mặt sân  | Đồng đội      | Đối thủ                                 | Tỉ số                          |
| ------- | ----- | ---------------- | -------------------------------------------------------- | ------------- | -------- | ------------- | --------------------------------------- | ------------------------------ |
| Win     | 1–0   | Th4 năm 2007     | Estoril Open, Portugal                                   | International | Clay     | André Sá      | Martín García Sebastián Prieto          | 3–6, 6–2, [10–6]               |
| Win     | 2–0   | Th1 năm 2008     | Adelaide International, Australia                        | International | Hard     | Martín García | Chris Guccione Robert Smeets            | 6–3, 3–6, [10–7]               |
| Win     | 3–0   | Th2 năm 2008     | Brasil Open, Brazil                                      | International | Clay     | André Sá      | Albert Montañés Santiago Ventura        | 4–6, 6–2, [10–7]               |
| Win     | 4–0   | tháng 5 năm 2008 | Hypo Group Tennis International, Austria                 | International | Clay     | André Sá      | Julian Knowle Jürgen Melzer             | 7–5, 6–7(3–7), [13–11]         |
| Loss    | 4–1   | Th6 năm 2008     | Queen's Club Championships, United Kingdom               | International | Grass    | André Sá      | Daniel Nestor Nenad Zimonjić            | 4–6, 6–7(3–7)                  |
| Win     | 5–1   | Th8 năm 2008     | New Haven Open, United States                            | International | Hard     | André Sá      | Mahesh Bhupathi Mark Knowles            | 7–5, 6–2                       |
| Loss    | 5–2   | Th3 năm 2009     | Delray Beach Open, United States                         | 250 Series    | Hard     | André Sá      | Bob Bryan Mike Bryan                    | 4–6, 4–6                       |
| Win     | 6–2   | tháng 5 năm 2009 | Austrian Open Kitzbühel, Austria                         | 250 Series    | Clay     | André Sá      | Andrei Pavel Horia Tecău                | 6–7(9–11), 6–2, [10–7]         |
| Loss    | 6–3   | Th6 năm 2009     | Queen's Club Championships, United Kingdom (2)           | 250 Series    | Grass    | André Sá      | Wesley Moodie Mikhail Youzhny           | 6–4, 4–6, [10–6]               |
| Loss    | 6–4   | Th7 năm 2009     | German Open, Germany                                     | 500 Series    | Clay     | Filip Polášek | Simon Aspelin Paul Hanley               | 6–3, 6–3                       |
| Loss    | 6–5   | Th1 năm 2010     | Auckland Open, New Zealand                               | 250 Series    | Hard     | Bruno Soares  | Marcus Daniell Horia Tecău              | 7–5, 6–4                       |
| Win     | 7–5   | tháng 5 năm 2010 | Open de Nice Côte d'Azur, France                         | 250 Series    | Clay     | Bruno Soares  | Rohan Bopanna Aisam-ul-Haq Qureshi      | 1–6, 6–3, [10–5]               |
| Loss    | 7–6   | Th8 năm 2010     | Swiss Open, Switzerland                                  | 250 Series    | Clay     | Bruno Soares  | Johan Brunström Jarkko Nieminen         | 3–6, 7–6(7–4), [9–11]          |
| Loss    | 7–7   | Th9 năm 2010     | Open de Moselle, France                                  | 250 Series    | Hard (i) | Bruno Soares  | Dustin Brown Rogier Wassen              | 3–6, 3–6                       |
| Win     | 8–7   | Th2 năm 2011     | Chile Open, Chile                                        | 250 Series    | Clay     | Bruno Soares  | Łukasz Kubot Oliver Marach              | 6–3, 7–6(7–3)                  |
| Win     | 9–7   | Th2 năm 2011     | Brasil Open, Brazil (2)                                  | 250 Series    | Clay     | Bruno Soares  | Pablo Andújar Daniel Gimeno Traver      | 7–6(7–4), 6–3                  |
| Loss    | 9–8   | Th2 năm 2011     | Mexican Open, Mexico                                     | 500 Series    | Clay     | Bruno Soares  | Victor Hănescu Horia Tecău              | 1–6, 3–6                       |
| Loss    | 9–9   | Th9 năm 2011     | Open de Moselle, France                                  | 250 Series    | Clay     | Lukáš Dlouhý  | Jamie Murray André Sá                   | 4–6, 6–7(7–9)                  |
| Loss    | 9–10  | Th10 năm 2011    | Stockholm Open, Sweden                                   | 250 Series    | Hard (i) | Bruno Soares  | Rohan Bopanna Aisam-ul-Haq Qureshi      | 1–6, 3–6                       |
| Loss    | 9–11  | Th2 năm 2012     | U.S. National Indoor Tennis Championships, United States | 500 Series    | Hard (i) | Ivan Dodig    | Max Mirnyi Daniel Nestor                | 6–4, 5–7, [7–10]               |
| Win     | 10–11 | Th10 năm 2012    | Stockholm Open, Sweden                                   | 250 Series    | Hard (i) | Bruno Soares  | Robert Lindstedt Nenad Zimonjić         | 6–7(4–7), 7–5, [10–6]          |
| Win     | 11–11 | Th1 năm 2013     | Brisbane International, Australia (2)                    | 250 Series    | Hard     | Tommy Robredo | Eric Butorac Paul Hanley                | 4–6, 6–1, [10–5]               |
| Loss    | 11–12 | Th7 năm 2013     | Wimbledon, United Kingdom                                | Grand Slam    | Grass    | Ivan Dodig    | Bob Bryan Mike Bryan                    | 6–3, 3–6, 4–6, 4–6             |
| Win     | 12–12 | Th10 năm 2013    | Shanghai Masters, China                                  | Masters 1000  | Hard     | Ivan Dodig    | David Marrero Fernando Verdasco         | 7–6(7–2), 6–7(6–8), [10–2]     |
| Win     | 13–12 | Th1 năm 2014     | Auckland Open, New Zealand                               | 250 Series    | Hard     | Julian Knowle | Alexander Peya Bruno Soares             | 4–6, 6–3, [10–5]               |
| Loss    | 13–13 | Th2 năm 2014     | Rio Open, Brazil                                         | 500 Series    | Clay     | David Marrero | Juan Sebastián Cabal Robert Farah       | 4–6, 2–6                       |
| Loss    | 13–14 | Th4 năm 2014     | Monte-Carlo Masters, Monaco                              | Masters 1000  | Clay     | Ivan Dodig    | Bob Bryan Mike Bryan                    | 3–6, 6–3, [8–10]               |
| Loss    | 13–15 | Th8 năm 2014     | Canadian Open, Canada                                    | Masters 1000  | Hard     | Ivan Dodig    | Alexander Peya Bruno Soares             | 4–6, 3–6                       |
| Loss    | 13–16 | Th10 năm 2014    | Japan Open, Japan                                        | 500 Series    | Hard (i) | Ivan Dodig    | Pierre-Hugues Herbert Michał Przysiężny | 3–6, 7–6(7–3), [5–10]          |
| Loss    | 13–17 | Th11 năm 2014    | ATP World Tour Finals, United Kingdom                    | Tour Finals   | Hard (i) | Ivan Dodig    | Bob Bryan Mike Bryan                    | 7–6(7–5), 2–6, [7–10]          |
| Win     | 14–17 | Th3 năm 2015     | Mexican Open, Mexico                                     | 500 Series    | Hard     | Ivan Dodig    | Mariusz Fyrstenberg Santiago González   | 6–7(2–7), 7–5, [3–10]          |
| Win     | 15–17 | Th6 năm 2015     | French Open, France                                      | Grand Slam    | Clay     | Ivan Dodig    | Bob Bryan Mike Bryan                    | 6–7(5–7), 7–6(7–5), 7–5        |
| Loss    | 15–18 | Th8 năm 2015     | Washington Open, United States                           | 500 Series    | Hard     | Ivan Dodig    | Bob Bryan Mike Bryan                    | 4–6, 2–6                       |
| Win     | 16–18 | Th10 năm 2015    | Japan Open, Japan                                        | 500 Series    | Hard (i) | Raven Klaasen | Juan Sebastián Cabal Robert Farah       | 7–6(7–5), 3–6, [10–7]          |
| Win     | 17–18 | Th10 năm 2015    | Shanghai Masters, China (2)                              | Masters 1000  | Hard     | Raven Klaasen | Simone Bolelli Fabio Fognini            | 6–3, 6–3                       |
| Win     | 18–18 | Th10 năm 2015    | Vienna Open, Austria                                     | 500 Series    | Hard (i) | Łukasz Kubot  | Jamie Murray John Peers                 | 4–6, 7–6(7–3), [10–6]          |
| Win     | 19–18 | Th11 năm 2015    | Paris Masters, France                                    | Masters 1000  | Hard (i) | Ivan Dodig    | Vasek Pospisil Jack Sock                | 2–6, 6–3, [10–5]               |
| Loss    | 19–19 | Th6 năm 2016     | Nottingham Open, United Kingdom                          | 250 Series    | Grass    | Ivan Dodig    | Dominic Inglot Daniel Nestor            | 5–7, 6–7(4–7)                  |
| Win     | 20–19 | Th8 năm 2016     | Canadian Open, Canada                                    | Masters 1000  | Hard     | Ivan Dodig    | Jamie Murray Bruno Soares               | 6–4, 6–4                       |
| Win     | 21–19 | Th8 năm 2016     | Cincinnati Masters, United States                        | Masters 1000  | Hard     | Ivan Dodig    | Jean-Julien Rojer Horia Tecău           | 7–6(7–5), 6–7(5–7), [10–6]     |
| Win     | 22–19 | Th10 năm 2016    | Vienna Open, Austria (2)                                 | 500 Series    | Hard (i) | Łukasz Kubot  | Oliver Marach Fabrice Martin            | 4–6, 6–3, [13–11]              |
| Loss    | 22–20 | Th3 năm 2017     | Indian Wells Masters, United States                      | Masters 1000  | Hard     | Łukasz Kubot  | Raven Klaasen Rajeev Ram                | 7–6(7–1), 4–6, [8–10]          |
| Win     | 23–20 | Th4 năm 2017     | Miami Open, United States                                | Masters 1000  | Hard     | Łukasz Kubot  | Nicholas Monroe Jack Sock               | 7–5, 6–3                       |
| Win     | 24–20 | tháng 5 năm 2017 | Madrid Open, Spain                                       | Masters 1000  | Clay     | Łukasz Kubot  | Nicolas Mahut Édouard Roger-Vasselin    | 7–5, 6–3                       |
| Win     | 25–20 | Th6 năm 2017     | Rosmalen Grass Court Championships, Netherlands          | 250 Series    | Grass    | Łukasz Kubot  | Raven Klaasen Rajeev Ram                | 6–3, 6–4                       |
| Win     | 26–20 | Th6 năm 2017     | Halle Open, Germany                                      | 500 Series    | Grass    | Łukasz Kubot  | Alexander Zverev Mischa Zverev          | 5–7, 6–3, [10–8]               |
| Win     | 27–20 | Th7 năm 2017     | Wimbledon, United Kingdom                                | Grand Slam    | Grass    | Łukasz Kubot  | Oliver Marach Mate Pavić                | 5–7, 7–5, 7–6(7–2), 3–6, 13–11 |
| Loss    | 27–21 | Th8 năm 2017     | Washington Open, United States                           | 500 Series    | Hard     | Łukasz Kubot  | Henri Kontinen John Peers               | 6–7(5–7), 4–6                  |
| Loss    | 27–22 | Th10 năm 2017    | Shanghai Masters, China                                  | Masters 1000  | Hard     | Łukasz Kubot  | Henri Kontinen John Peers               | 4–6, 2–6                       |
| Win     | 28–22 | Th11 năm 2017    | Paris Masters, France (2)                                | Masters 1000  | Hard (i) | Łukasz Kubot  | Ivan Dodig Marcel Granollers            | 7–6(7–3), 3–6, [10–6]          |
| Loss    | 28–23 | Th11 năm 2017    | ATP Finals, United Kingdom                               | Tour Finals   | Hard (i) | Łukasz Kubot  | Henri Kontinen John Peers               | 4–6, 2–6                       |
| Win     | 29–23 | Th1 năm 2018     | Sydney International, Australia                          | 250 Series    | Hard     | Łukasz Kubot  | Jan-Lennard Struff Viktor Troicki       | 6–3, 6–4                       |
| Win     | 30–23 | Th6 năm 2018     | Halle Open, Germany (2)                                  | 500 Series    | Grass    | Łukasz Kubot  | Alexander Zverev Mischa Zverev          | 7–6(7–1), 6–4                  |

## Thống kê sự nghiệp

### Đôi
| Tournament                  | 2003            | 2004            | 2005            | 2006            | 2007            | 2008            | 2009            | 2010            | 2011            | 2012            | 2013     | 2014     | 2015     | 2016     | 2017     | 2018     | SR      | W–L     |
| --------------------------- | --------------- | --------------- | --------------- | --------------- | --------------- | --------------- | --------------- | --------------- | --------------- | --------------- | -------- | -------- | -------- | -------- | -------- | -------- | ------- | ------- |
| Grand Slam Tournaments      |                 |                 |                 |                 |                 |                 |                 |                 |                 |                 |          |          |          |          |          |          |         |         |
| Australian Open             | A               | A               | A               | A               | A               | 1R              | 2R              | 1R              | 1R              | 1R              | 1R       | 3R       | SF       | 3R       | 3R       | QF       | 0 / 11  | 14–11   |
| French Open                 | A               | A               | A               | A               | 2R              | 2R              | 1R              | QF              | 2R              | QF              | 3R       | 3R       | W        | SF       | 2R       | 3R       | 1 / 12  | 26–11   |
| Wimbledon                   | A               | A               | A               | A               | SF              | 3R              | 2R              | 2R              | 2R              | QF              | F        | QF       | QF       | 3R       | W        | 2R       | 1 / 11  | 32–10   |
| US Open                     | A               | A               | A               | A               | QF              | 3R              | 2R              | 3R              | 2R              | 3R              | SF       | SF       | 1R       | 1R       | 2R       |          | 0 / 11  | 20–11   |
| Win–Loss                    | 0–0             | 0–0             | 0–0             | 0–0             | 8–3             | 5–3             | 3–4             | 6–4             | 3–4             | 8–4             | 11–4     | 11–4     | 13–3     | 8–4      | 10–3     | 6–3      | 2 / 45  | 92–43   |
| Year-end Championship       |                 |                 |                 |                 |                 |                 |                 |                 |                 |                 |          |          |          |          |          |          |         |         |
| ATP Finals                  | Did Not Qualify | Did Not Qualify | Did Not Qualify | Did Not Qualify | Did Not Qualify | Did Not Qualify | Did Not Qualify | Did Not Qualify | Did Not Qualify | Did Not Qualify | SF       | F        | SF       | RR       | F        |          | 0 / 5   | 12–9    |
| ATP World Tour Masters 1000 |                 |                 |                 |                 |                 |                 |                 |                 |                 |                 |          |          |          |          |          |          |         |         |
| Indian Wells                | A               | A               | A               | A               | A               | 1R              | 2R              | 1R              | 1R              | A               | QF       | QF       | SF       | 1R       | F        | 1R       | 0 / 10  | 12–10   |
| Miami                       | A               | A               | A               | A               | A               | 2R              | 1R              | 1R              | 1R              | 2R              | 2R       | 2R       | SF       | 2R       | W        | 1R       | 1 / 11  | 13–10   |
| Monte Carlo                 | A               | A               | A               | A               | A               | 2R              | 1R              | A               | A               | 2R              | 1R       | F        | SF       | SF       | QF       | 2R       | 0 / 9   | 10–9    |
| Madrid                      | A               | A               | A               | A               | A               | 2R              | 2R              | A               | 2R              | QF              | 1R       | 1R       | 2R       | SF       | W        | QF       | 1 / 10  | 10–9    |
| Rome                        | A               | A               | A               | A               | A               | 1R              | 2R              | A               | A               | A               | A        | QF       | QF       | 2R       | QF       | QF       | 0 / 7   | 5–7     |
| Canada                      | A               | A               | A               | A               | A               | A               | 2R              | 1R              | A               | 2R              | QF       | F        | 2R       | W        | 2R       |          | 1 / 8   | 9–7     |
| Cincinnati                  | A               | A               | A               | A               | A               | A               | 2R              | 1R              | A               | SF              | 1R       | 2R       | SF       | W        | SF       |          | 1 / 8   | 12–7    |
| Shanghai                    | Not Held        | Not Held        | Not Held        | Not Held        | Not Held        | Not Held        | A               | A               | A               | SF              | W        | QF       | W        | 2R       | F        |          | 2 / 6   | 15–4    |
| Paris                       | A               | A               | A               | A               | A               | QF              | 1R              | 1R              | QF              | SF              | SF       | 2R       | W        | SF       | W        |          | 2 / 10  | 18–8    |
| Hamburg                     | A               | A               | A               | A               | A               | 2R              | Not Held        | Not Held        | Not Held        | Not Held        | Not Held | Not Held | Not Held | Not Held | Not Held | Not Held | 0 / 1   | 1–1     |
| Win–Loss                    | 0–0             | 0–0             | 0–0             | 0–0             | 0–0             | 6–7             | 4–8             | 0–5             | 3–4             | 14–7            | 9–7      | 11–9     | 19–7     | 15–7     | 22–6     | 2–5      | 8 / 79  | 105–72  |
| National Representation     |                 |                 |                 |                 |                 |                 |                 |                 |                 |                 |          |          |          |          |          |          |         |         |
| Olympics                    | NH              | A               | Not Held        | Not Held        | Not Held        | 2R              | Not Held        | Not Held        | Not Held        | QF              | Not Held | Not Held | Not Held | QF       | Not Held | Not Held | 0 / 3   | 5–3     |
| Davis Cup                   | A               | A               | A               | A               | A               | PO              | PO              | PO              | PO              | PO              | 1R       | PO       | 1R       | PO       | PO       | Z1       | 0 / 2   | 15–4    |
| Win–Loss                    | 0–0             | 0–0             | 0–0             | 0–0             | 0–0             | 3–1             | 1–1             | 1–1             | 1–0             | 4–1             | 2–0      | 2–0      | 1–1      | 3–2      | 2–0      | 2–0      | 0 / 5   | 20–7    |
| Career Statistics           |                 |                 |                 |                 |                 |                 |                 |                 |                 |                 |          |          |          |          |          |          |         |         |
| Titles / Finals             | 0 / 0           | 0 / 0           | 0 / 0           | 0 / 0           | 1 / 1           | 4 / 5           | 1 / 4           | 1 / 4           | 2 / 5           | 1 / 2           | 2 / 3    | 1 / 6    | 6 / 7    | 3 / 4    | 6 / 10   | 2 / 2    | 30 / 53 | 30 / 53 |
| Overall Win–Loss            | 0–0             | 1–1             | 0–0             | 0–0             | 18–11           | 42–23           | 32–30           | 29–30           | 38–27           | 44–27           | 34–26    | 44–25    | 54–17    | 44–26    | 52–18    | 24–13    | 456–274 | 456–274 |
| Year-end Ranking            | 430             | 186             | 147             | 116             | 34              | 19              | 36              | 39              | 27              | 20              | 6        | 6        | 1        | 8        | 1        |          | 62%     | 62%     |

### Đôi nam nữ
| Tournament              | 2007 | 2008 | 2009     | 2010     | 2011     | 2012 | 2013     | 2014     | 2015     | 2016 | 2017     | 2018     | SR     | W–L   |
| ----------------------- | ---- | ---- | -------- | -------- | -------- | ---- | -------- | -------- | -------- | ---- | -------- | -------- | ------ | ----- |
| Grand Slam Tournaments  |      |      |          |          |          |      |          |          |          |      |          |          |        |       |
| Australian Open         | A    | 1R   | QF       | SF       | 1R       | 1R   | 2R       | 1R       | QF       | A    | A        | A        | 0 / 8  | 8–8   |
| French Open             | A    | 2R   | F        | A        | QF       | A    | SF       | A        | A        | A    | A        | A        | 0 / 4  | 6–4   |
| Wimbledon               | 2R   | 1R   | 2R       | SF       | 1R       | 2R   | 3R       | A        | A        | A    | A        | A        | 0 / 7  | 8–7   |
| US Open                 | A    | 2R   | 1R       | A        | A        | A    | QF       | A        | A        | A    | A        |          | 0 / 3  | 3–3   |
| Win–Loss                | 1–1  | 2–4  | 7–4      | 7–2      | 2–3      | 1–2  | 8–4      | 0–1      | 2–1      | 0–0  | 0–0      | 0–0      | 0 / 22 | 25–22 |
| National Representation |      |      |          |          |          |      |          |          |          |      |          |          |        |       |
| Olympics                | NH   | A    | Not Held | Not Held | Not Held | A    | Not Held | Not Held | Not Held | 2R   | Not Held | Not Held | 0 / 1  | 1–1   |
| Win–Loss                | 0–0  | 0–0  | 0–0      | 0–0      | 0–0      | 0–0  | 0–0      | 0–0      | 0–0      | 1–1  | 0–0      | 0–0      | 0 / 1  | 1–1   |